# 沙灣 (香港)

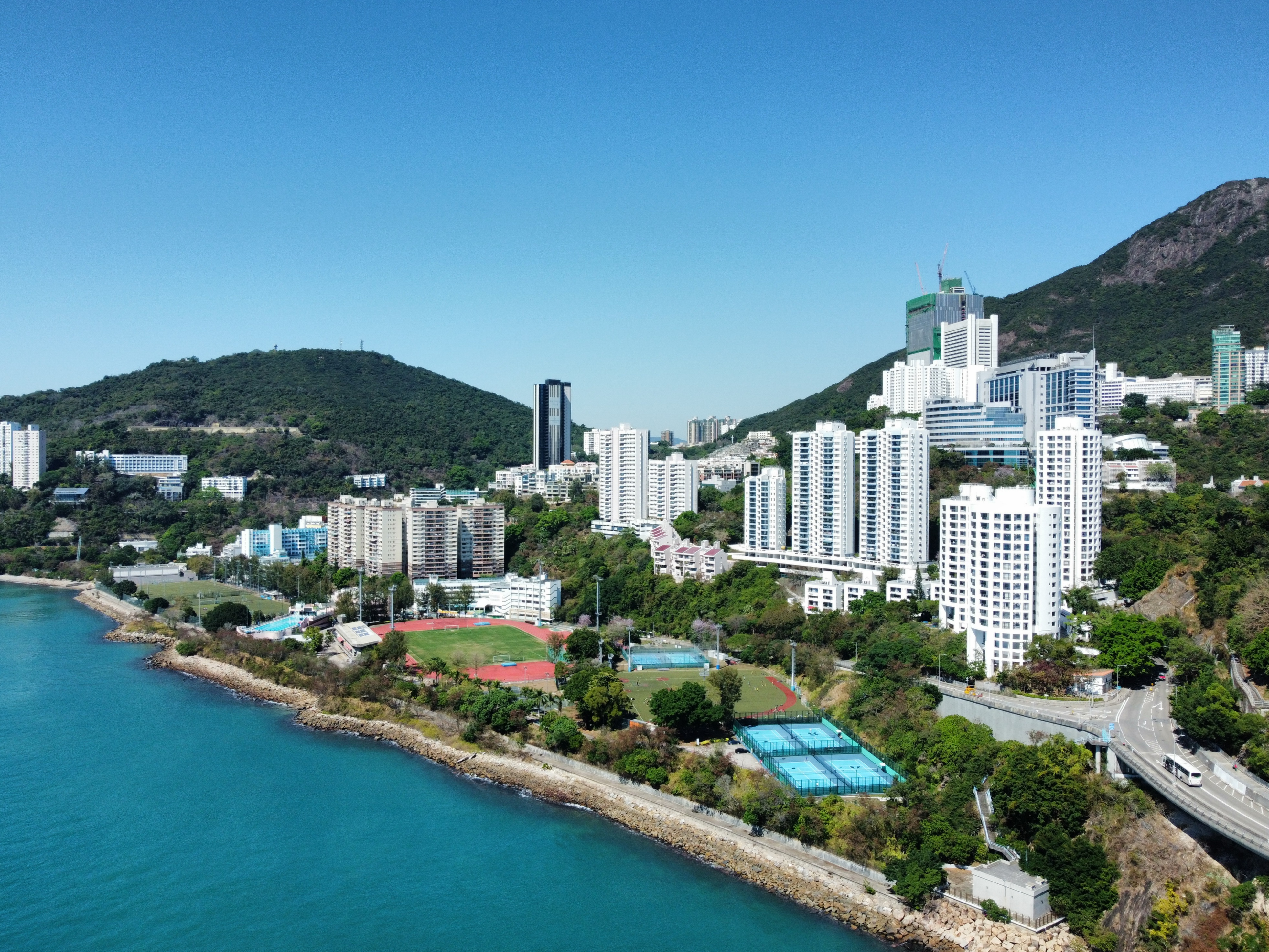
沙灣航拍

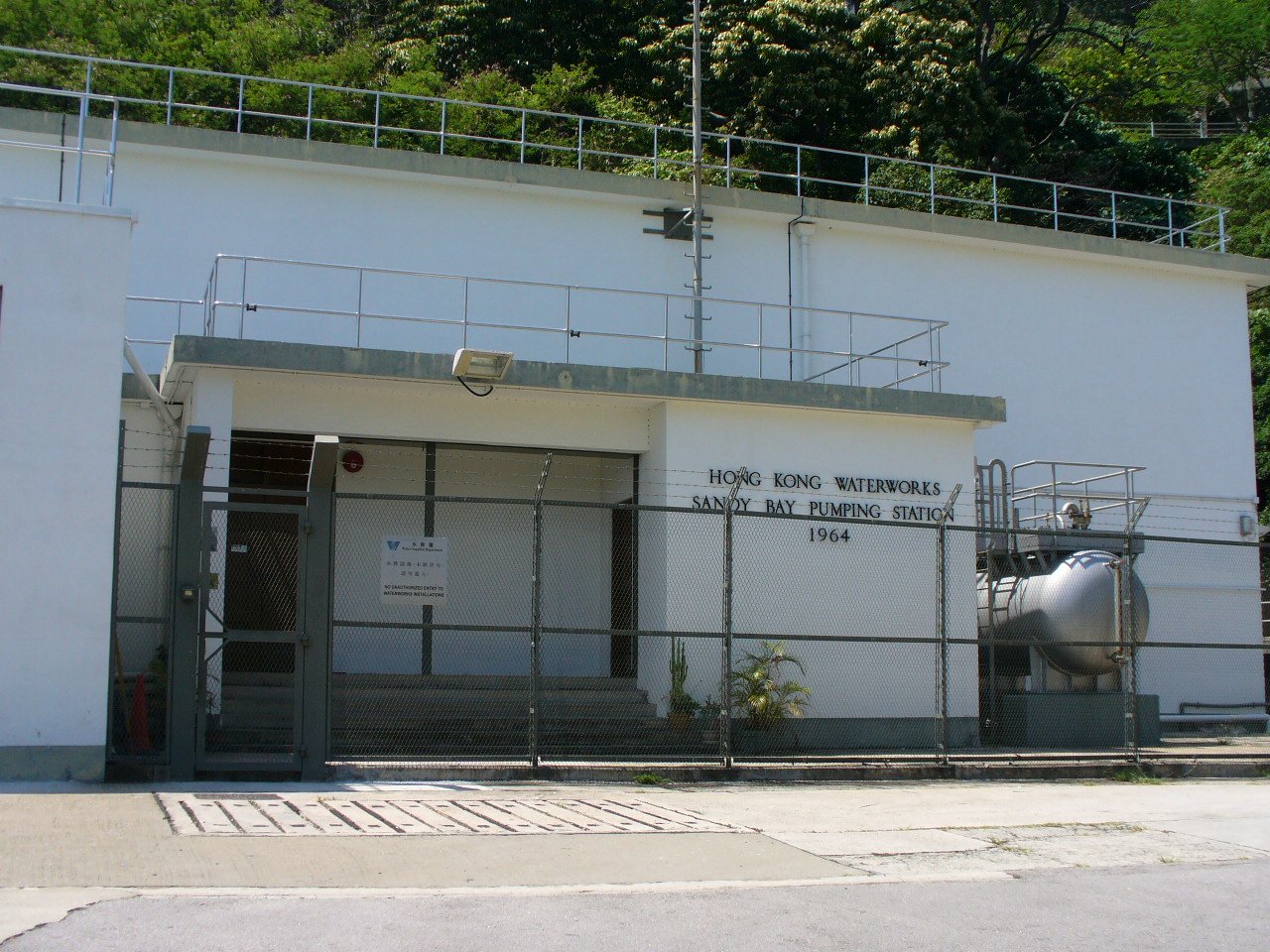
1964年建成的大口環抽水站

沙灣（英語：Sandy Bay），亦稱大口環，是香港的一個海灣，位於香港島南區西面，於摩星嶺之南方及鋼綫灣之西北方。現時該處為療養院的集中地。
值得留意的是，儘管區內有大口環道及以多項大口環命名的設施，大口環其實是鋼綫灣的原來土名。

## 著名地點
- 香港大學何鴻燊體育中心
- 香港大學教職員宿舍（可供租用）
- 麥理浩復康院
- 大口環根德公爵夫人兒童醫院：是一間專注於兒童矯形外科、脊柱外科、兒童體智成長、兒童腦科及牙科的專科醫院，同時亦為有骨科問題的病人提供診治服務。
- 香港紅十字會甘迺迪中心：香港紅十字會屬下一間政府資助的特殊學校，為六至二十歲身體弱能兒童提供全面的學校、復康及宿舍服務。
- 東華三院馮堯敬醫院
- 東華三院賽馬會護理安老院
- 東華義莊：東華醫院於1899年申請在大口灣興建，初時建有碼頭方便起卸棺柩，主力安排在外地去世的華人運回原籍安葬。

## 交通

### 主要交通幹道
- 域多利道
- 大口環道
- 沙灣徑
- 沙宣道

## 軼事
- 從前香港人會形容一些智障人士為「大口環」，源於沙灣的大口環根德公爵夫人兒童醫院有提供18歲以下弱能人士的服務而著名[3]。

## 參看
- 南區
- 薄扶林